# Le Puits et le Pendule (film, 1909)
Pour les articles homonymes, voir Le Puits et le Pendule (homonymie).
Pour plus de détails, voir Fiche technique et Distribution.
Le Puits et le Pendule est un film muet français réalisé par Henri Desfontaines, sorti en 1909.
Il s'agit d'une adaptation du roman d'Edgar Allan Poe Le Puits et le Pendule, paru en 1842

## Fiche technique
- Titre : Le Puits et le Pendule
- Réalisation :	Henri Desfontaines
- Scénario :  d'après le roman d'Edgar Allan Poe (1842)
- Photographie :
- Montage :
- Producteur :
- Société de production :  Société générale des cinématographes Éclipse
- Société de distribution : Société générale des cinématographes Éclipse
- Pays d'origine :   France
- Langue : film muet avec les intertitres en français
- Métrage : 201 mètres
- Format : Noir et blanc — 35 mm — 1,33:1 — Muet
- Genre :
- Durée : 6 minutes 40
- Dates de sortie :
  -  France : 1909